# Cerro El Potosí
El Cerro El Potosí es una montaña y un área natural protegida estatal en el municipio de Galeana; estado mexicano de Nuevo León, México, aproximadamente a 11 km al nornoreste de la cabecera municipal. Con sus 3721 metros sobre el nivel del mar, su cima es una de las más altas tanto del norte de México, como también una de las más altas del país fuera del Eje Neovolcánico. También es la tercera cumbre más alta del país que no es de origen volcánico, apenas más baja que el Cerro Nube Flane (Oaxaca, 3784 m s. n. m.). Con una prominencia de 1870 metros, se trata también de un pico ultraprominente. Además, su aislamiento topográfico de alrededor de 570 kilómetros. El Cerro El Potosí está representado en el escudo municipal de Galeana.
En 1998, los incendios forestales destruyeron una parte significativa de los bosques de pinos y abetos en las laderas norte y este, causando erosión. Alrededor del Potosí está muy poco poblado. Hay una brecha que permite llegar hasta el radar aeronáutico que está cerca de la cumbre en vehículos convencionales.

## Características

### Flora y Fauna
La montaña tiene alto grado de endemismo, entre los que destacan las coníferas Juniperus zanonii y Pinus culminicola, así como las plantas con flor Potentilla leonina y Lupinus cacuminis.

### Clima
La temperatura media anual es 18 °C, el mes más caluroso es junio con temperatura promedio de 24 °C, y el más frío es enero con -10 °C. La precipitación media anual es 783 milímetros, el mes más húmedo es septiembre con un promedio de 218 mm de precipitación, y el más seco es febrero con 27 mm de precipitación.